# マルクス・ヘレンニウス・ピケンス
マルクス・ヘレンニウス・ピケンス（ラテン語: Marcus Herennius Picens、生没年不明）は紀元前1世紀中期・後期の共和政ローマの政治家・軍人。紀元前34年に補充執政官（コンスル・スフェクト）を務めた。

## 出自
ヘレンニウスの祖父は、同盟市戦争の際にローマと戦ったティトゥス・ヘレンニウスと思われる。氏族はピケヌムの出身であり、ここからはプブリウス・ウェンティディウス・バッススなど、カエサルの支持者が多く出ている。
なお、ピケンスのコグノーメン（第三名、家族名）は歴史学者K.M.T. アトキンソンによるもので、ブロートンとサイムは単にマルクス・ヘレンニウスと書いている。

## 経歴
ヘレンニウスがカエサルの後継者となったオクタウィアヌスのためにどのような支援をしたかは不明である。歴史学者サイムは、ヘレンニウスを「ローマの支配者に仕えたという記録はないが、文献から確認できる」数人の執政官の一人としている。
ヘレンニウスは紀元前34年11月1日に、ガイウス・メンミウスに代わって補充執政官に就任した。その後プロコンスル（前執政官）権限でアシア属州総督を務めた。ブロートンはこれを紀元前33年から紀元前32年としているが、アトキンソンは紀元前28年から紀元前27年としている。
ヘレンニウスはウェイイ（ローマの北北西16kmのエトルリア起源の都市）のパトロネスであった。

## 子孫
西暦1年の補充執政官マルクス・ヘレンニウス・ピケンスは、息子と思われる。

## 参考資料
- Atkinson, "The Governors of the Province Asia in the Reign of Augustus", Historia: Zeitschrift für Alte Geschichte, 7 (1958),
- Broughton, T. Robert S., The Magistrates of the Roman Republic, Vol I (1951)
- Broughton, T. Robert S., The Magistrates of the Roman Republic, Vol III (1986)
- Prosopographia Imperii Romani (PIR)
- Syme, Ronald, The Roman Revolution (1939)